# Copa Mundial de Críquet de 1979
La Copa Mundial de Críquet de 1979 (alias, Prudential World Cup 1979) fue la segunda edición del torneo. Se desarrolló del 9 de junio al 23 de junio de 1979 en Inglaterra. 8 países tomaron parte en el acontecimiento. Las preliminares se jugaron en 2 grupos de 4 equipos. Los primeros dos equipos en cada grupo jugaron las semifinales, cuyos ganadores jugaron la final.

## Participantes
- Australia (Grupo B)
- Inglaterra (Grupo B)
- India (Grupo A)
- Nueva Zelanda (Grupo A)
- Pakistán (Grupo B)
- Indias Occidentales (Grupo A)

Otros equipos
- Sri Lanka (Grupo A)
- Canadá (Grupo B)

## Etapa de grupos

### Grupo A
| Equipo     | Pts | Jj | G | P | PC   |
| ---------- | --- | -- | - | - | ---- |
| Inglaterra | 12  | 3  | 3 | 0 | 3.07 |
| Pakistán   | 8   | 3  | 2 | 1 | 3.60 |
| Australia  | 4   | 3  | 1 | 2 | 3.16 |
| Canadá     | 0   | 3  | 0 | 3 | 1.60 |

### Grupo B
| Equipo              | Pts | Jj | G | P | NR | PC   |
| ------------------- | --- | -- | - | - | -- | ---- |
| Indias Occidentales | 10  | 3  | 2 | 0 | 1  | 3.93 |
| Nueva Zelanda       | 8   | 3  | 2 | 1 | 0  | 3.55 |
| Sri Lanka           | 6   | 3  | 1 | 1 | 1  | 3.56 |
| India               | 0   | 3  | 0 | 3 | 0  | 3.13 |

## Ronda Final
|  | Semifinales                            | Semifinales         |       |  | Final                         | Final |  |
|  |                                        |                     |       |  |                               |       |  |
|  | 20 de junio - Old Trafford, Mánchester |                     |       |  |                               |       |  |
|  | Inglaterra                             | 221/8               |       |  |                               |       |  |
|  | Nueva Zelanda                          | 212/9               |       |  |                               |       |  |
|  |                                        |                     |       |  |                               |       |  |
|  |                                        |                     |       |  | 23 de junio - Lord's, Londres |       |  |
|  |                                        |                     |       |  | Inglaterra                    | 194   |  |
|  |                                        | Indias Occidentales | 286/9 |  |                               |       |  |
|  |                                        |                     |       |  |                               |       |  |
|  |                                        |                     |       |  |                               |       |  |
|  |                                        |                     |       |  |                               |       |  |
|  | 20 de junio - The Oval, Londres        |                     |       |  |                               |       |  |
|  | Indias Occidentales                    | 293/6               |       |  |                               |       |  |
|  | Pakistán                               | 250                 |       |  |                               |       |  |

- Datos: Q1139927
- Multimedia: Cricket World Cup 1979 / Q1139927